# Sunnyside (1919)
Sunnyside is een korte Amerikaanse film uit 1919, met Charlie Chaplin. Sunnyside is zijn derde film voor First National Pictures.

## Rolverdeling
| Acteur                | Personage              |
| --------------------- | ---------------------- |
| Charlie Chaplin       | Klusjesman             |
| Edna Purviance        | Dorpsmeisje            |
| Tom Wilson            | Baas                   |
| Henry Bergman         | Vader van dorpsmeisje  |
| Olive Ann Alcorn      | Nymf                   |
| Tom Wood              | Dikke jongen           |
| Loyal Underwood       | Vader van dikke jongen |
| Tammie Harding Barlow | Danse                  |
| Helen McDonough       | Danse                  |
| Albert Austin         | Dokter                 |